# Albert Brewer

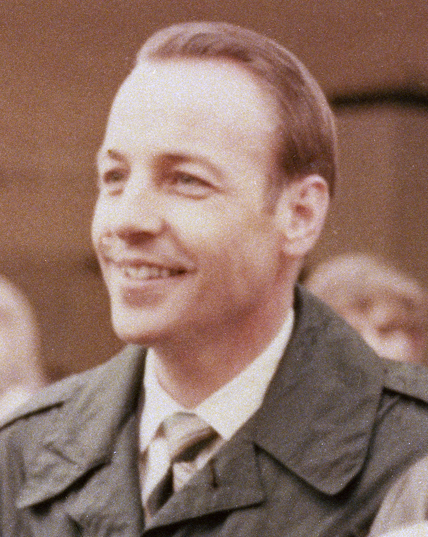
Albert Brewer (Februar 1970)

Albert Preston Brewer (* 26. Oktober 1928 in Bethel Springs, McNairy County, Tennessee; † 2. Januar 2017 in Montgomery, Alabama) war ein US-amerikanischer Politiker (Demokratische Partei). Er war zwischen 1968 und 1971 Gouverneur von Alabama.

## Frühe Jahre und politischer Aufstieg
Albert Brewer graduierte 1952 an der University of Alabama. Anschließend hatte er folgende öffentliche Ämter inne: Vorsitzender der Decatur City Planning Commission zwischen 1956 und 1963, Mitglied von Alabamas Abgeordnetenhaus von 1955 bis 1966, sowie dessen Speaker von 1963 bis 1966 und Vizegouverneur von Alabama zwischen 1967 und 1968.

## Gouverneur von Alabama

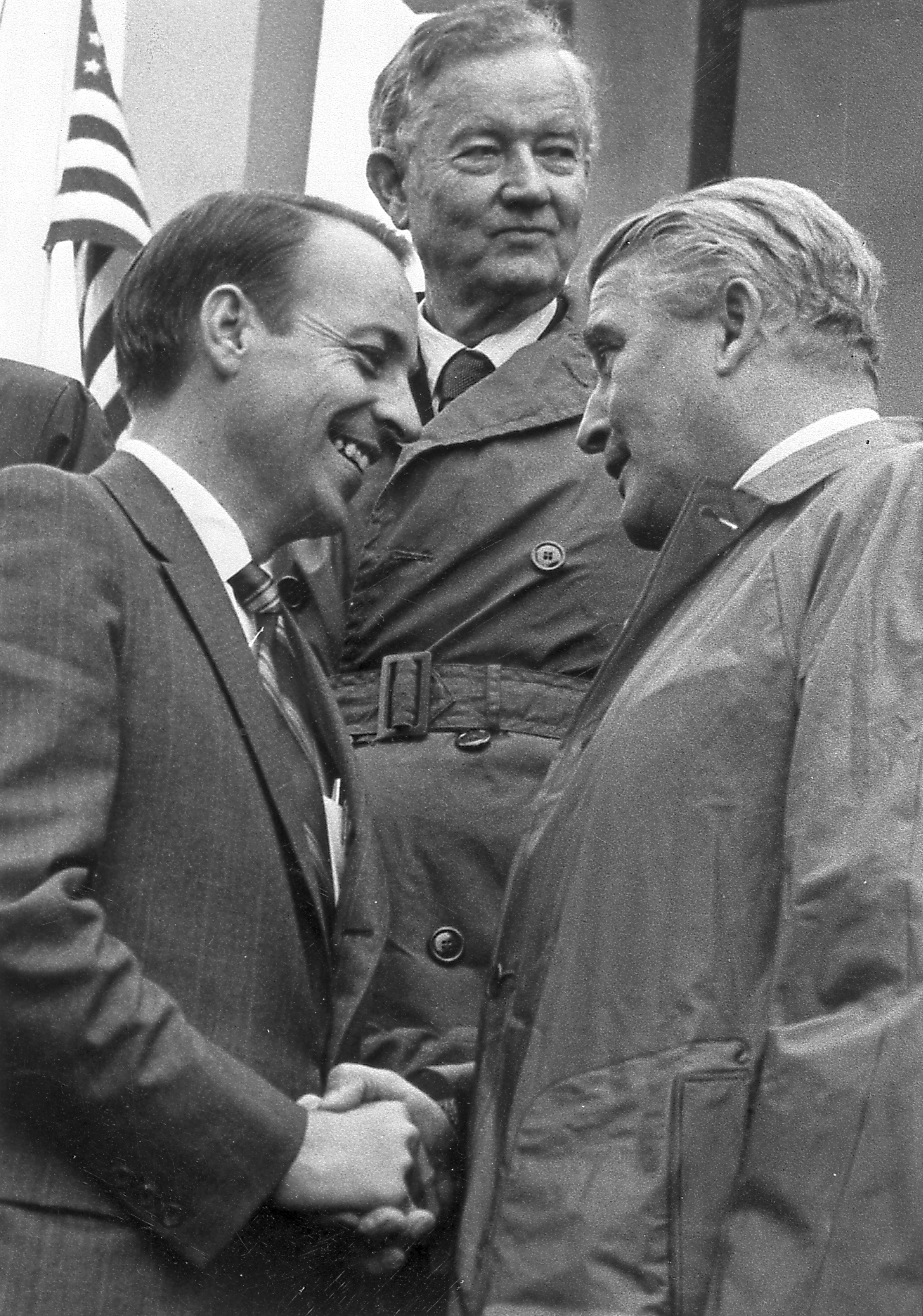
Albert Brewer im Gespräch mit Wernher von Braun (rechts). Im Hintergrund US-Senator John Sparkman.

Im Mai 1968 wurde Brewer amtierender Gouverneur von Alabama, um die freie Stelle zu besetzen, die durch den Tod von Gouverneurin Lurleen Wallace entstanden war, durch die ihr Ehemann George Wallace faktisch weiterregiert hatte. Als Gouverneur veränderte Brewer die staatliche Rechtsphilosophie, sowie -programme nicht, die im Laufe von Wallaces Amtszeit veranlasst wurden, emanzipierte sich aber von ihm. Er arbeitete geräuschlos, dennoch veranlasste er sehr viele benötigte Reformen und Programme. Ferner erhielten die Fördermittel für öffentliche Schulen die größte Aufstockung in der Staatsgeschichte und die staatliche Finanzierung der lokalen Schulsysteme wurde angeglichen. Die Alabama Commission on Higher Education und die Education Study Commission wurden geschaffen. Im Gegensatz zu seinem Vorgänger setzte Brewer im Wahlkampf nicht auf die „Rassenfrage“ und setzte sich für die Aufhebung der Rassentrennung (Desegregation) in Schulen und anderen öffentlichen Einrichtungen sowie für die Neuregistrierung von schwarzen Wählern ein, was das staatliche Selbstvertrauen stärkte und seine öffentliche Wahrnehmung verbesserte. Als Folge dessen wurde Gouverneur Brewer von den nationalen Einrichtungen als ein probater Führer anerkannt.
Er gehörte auch dem Executive Committee of the National Governors' Conference an und hatte den Vorsitz in der Appalachian Regional Commission, einer Vereinigung der Gouverneure der 13 Appalachenstaaten, inne. Außerdem stand er der Tennessee-Tombigbee Waterway Authority vor. Während er den Vorsitz über die Authority hatte, erhielt dieses die erste Baufinanzierung vom Kongress.

## Weiterer Lebenslauf
Brewer kandidierte 1970 bei den demokratischen Vorwahlen erneut für das Amt des Gouverneurs. Sein Gegenkandidat, der frühere Gouverneur und Präsidentschaftskandidat George Wallace, führte eine aggressive und negative Kampagne; er warf Brewer vor, ein Feigling und eine Marionette von Schwarzen und Linken zu sein. Aus dem Umfeld von Wallace wurden auch gefälschte Fotos veröffentlicht, die Brewer mit dem radikalen Schwarzenführer Elijah Muhammad zeigten. Zudem streute man Gerüchte, Gouverneur Brewer sei homosexuell und seine Ehefrau eine geistig instabile Alkoholikerin. In einem der letzten offen rassistischen Wahlkämpfe der US-Geschichte setzte sich Wallace schließlich knapp durch. Historiker betrachten die Demokratischen Vorwahlen für das Amt des Gouverneurs von Alabama im Jahr 1970 als „schmutzigsten Wahlkampf aller Zeiten“.
Albert Brewer kehrte daraufhin zu seiner Tätigkeit als Anwalt in seiner Praxis in Montgomery zurück, die er dort bis 1979 ausübte. Danach praktizierte er in Decatur bis in die späten 1980er. Er kandidierte nochmal 1978 für das Amt des Gouverneurs, scheiterte aber erneut.
Brewer war von 1950 bis zu ihrem Tod im November 2006 mit Martha Farmer verheiratet und hatte mit ihr zwei gemeinsame Kinder. Seine Frau und er teilten sich denselben Geburtstag, den 26. Oktober 1928.